# 蘇霍別列濟齊亞河
蘇霍貝雷濟察河（烏克蘭語：Сухоберезиця），是烏克蘭北部的河流，發源自比爾基以南，流經基輔州的布羅瓦雷區，河道全長11公里，流域面積73平方公里。